# 朱江
朱江（英語：Paul Chu Kwong，1941年9月—），原名朱士東，籍貫廣東清遠，香港男演員及配音員。1950年代中期加入電影界而入行，曾是粵語片當紅小生之一，1970年代初粵語片衰落後，朱江投身電視圈，加入無綫電視。1990年代中期，朱江結束演藝生涯，與家人移居加拿大生活。

## 生平

### 簡歷
1941年，朱江出生於香港，早期曾居住於香港島及深水埗蘇屋邨，他於初中時期就讀中華中學，1959年至1960年轉到漢華中學升讀高中二年級，而後在1960年至1961年間於培僑中學修讀高中三年級課程。他當時尚未完成中六學業便在1957年出道，當時年僅16歲。到了1959年加入嶺光影業公司且接受戲劇訓練，同期學員計有方婷婷、張儀和李克。朱江入行後參與大量黑白粵語片演出。首部令他打開電影界知名度的作品為1961年的《母子淚》。直到1969年，他加入無綫電視，在1970年代與鄭少秋、劉松仁及黃元申等人並列無綫電視當家小生，在劇集多以英俊小生形象出現。除了在無線外也有在亞視演出，一般以武俠劇、民國背景劇集居多。在連續劇他基本擔綱一線角色，但在八十年代後重投電影界時，他則大多以配角的身份出現。
在1970年代效力無線電視時，亦有參與外購片集的配音工作，曾配演的角色包括：《無敵鐵探長》（Ironside）的艾朗西探長等。由於演藝經驗豐富，配音也如演戲般投入角色、充滿感情，係當時最高水準的配音員之一。
1990年憑電影《喋血雙雄》提名第9屆香港電影金像獎最佳男配角。
1995年，朱江息影後退休，結束與無綫電視之賓主關係，並移民到加拿大，定居於溫哥華，其後潛心研讀佛教學習法。《笑看風雲》為其在無綫電視的告別作。

### 其他
1994年，朱江拍完TVB的劇集《笑看風雲》後，開始淡出香港螢光幕前。2014年，有著名影評人在Facebook指朱江早於2012 年因病逝世，但原來屬子虛烏有，朱江的「死訊」在2014年傳出後，其好友盧先生澄清朱江仍健在，移居溫哥華的他與家人早前去了美國旅行，因朱江已息影退出娛樂圈多年，想保持低調，所以沒有特別出來澄清。近日又在下專頁「舊相重溫」上Facebook貼了發問，有網民貼了朱江當年入行的相片，於是又有人留言問朱江的近況，結果與當年一樣。

## 演出作品

### 電影
- 電梯情殺案（1960年）飾 喇叭手司徒冲
- 母子淚（1961年）飾 何小泉
- 黑夜怪談（1961年）飾 夏仲慧
- 孤雛血淚（1961年）飾 鄭子健
- 女人的秘密（1961年）飾 陳明新
- 情天劫（1965年）飾 楊景文
- 女賊金蝴蝶（1965年）飾 雷紹文
- 巫山夢斷相思淚（1965年）飾 譚子華
- 女間諜第一號（1965年）飾 丁俊傑
- 神秘夫人（1966年）飾 周長青
- 四姊妹（1966年）飾 江清
- 千手奇女子（1966年）飾 鄭少川
- 白頭情侶（1966年）飾 宋大明
- 樓上樓下兩相親（1966年）飾 陸大偉
- 巴士奇遇結良緣（1966年）飾 袁大衛
- 真假金蝴蝶（1966年）飾 雷紹文
- 阿珍要嫁人（1966年）飾 王俊青
- 少女情（1967年） 飾 凌道揚
- 多少柔情多少淚（1967年）飾 張俊文
- 女鐵膽（1967年）飾 趙文儀
- 大師姐（1967年）
- 殺手劍（1968年）飾 郭大豪
- 飛俠小白龍（1968年）飾 武家俊
- 小五義大破銅網陣（1968年）飾 白雲生
- 聰明太太笨丈夫（1969年）飾 何柏年
- 成家立室（1969年）
- 龍沐香（1970年）飾 韓彰
- 昨天今天明天（1970年）飾 阿根
- 神劍魔劍（1971年）飾 白振中、石虎
- 浪子一招（1978年）飾 單十兒
- 牆內牆外（1979年）飾 周幫辦
- 越南仔（1982年）
- 何必有我（1985年）飾 KOKO的父親
- 花心紅杏（1985年）
- 皇家大賊（1985年）飾 劉焯生
- 偶然（1986年）
- 城市特警（1988年）飾 韓政
- 喋血雙雄（1989年）飾 四哥
- 與龍共舞（1991年）飾 朱志強／蕃茄
- 財叔之橫掃千軍（1991年）飾 孟大海
- 縱橫四海（1991年）飾 阿海等的乾爹
- 噴火女郎（1992年）
- 方世玉（1993年）飾 方德
- 方世玉續集（1993年）飾 方德
- 變態殺人狂（2000年）

### 電視劇（無綫電視）
- 民間傳奇之青鳳 飾 耿去病
- 金鳳（1975年）
- 書劍恩仇錄（1976年）飾「奔雷手」文泰來
- 世界名劇選之日安憂鬱（1976年）
- 狂潮（1976年）飾 霍子源
- 香港傳奇之美人計 (1976年) 飾 江大偉
- 13之花劫（1977年）
- CID之棄嬰（1977年）
- 家變（1977年）飾 詹柏林
- 殺手·神鎗·蝴蝶夢（1977年）飾 神鎗
- 小李飛刀（1978年）飾 李尋歡
- 強人 (1978年) 飾 雷博文
- 小李飛刀之魔劍俠情（1978年）飾 李尋歡
- 抉擇（1979年）飾 江諒生
- 吾家十八口（1979年）
- 絕代雙驕（1979年）飾 江楓
- 刺青（1981年）飾 李其
- 大家族（1991年）飾 蔣文傑
- 龍影俠（1992年）飾 成朗日
- 三喜臨門（1992年）飾 簡耀庭
- 賭霸（1992年）飾 高正
- 天倫（1993年）飾 齊亮天
- 超能干探（1993年）飾 梁中
- 婚姻物語（1994年）飾 程有為
- 笑看風雲（1994年）飾 潘仲

### 電視電影（無綫電視）
- 1992年：羣星會 飾 李尋歡

### 電視劇（麗的電視/亞洲電視）
- 1980年：風塵淚 飾 李逸
- 1980年：四口之家 飾 王秉中
- 1981年：女媧行動 飾 江柱石
- 1981年：出線 飾 康乃生
- 1986年：我兒萬歲
- 1987年：紅塵 飾 張志揚
- 1989年：皇家儷人 飾 雷俊豪

### 電視電影（麗的電視/亞洲電視）
- 1990年：情在亦舒 - 獨身女人 飾 何德彰

### 電視劇（香港電台電視部）
實況單元劇
1977年：
- 《小時候》 - 紅暖壼 飾 王柏文

1978年：
- 《獅子山下》 - 夜遊人 飾 新聞記者

1984年：
- 《獅子山下》 - 我的教練 飾 教練/嚴厲（與莫少聰、朱江、鮑翠薇及林偉健合作）[6]

1987年：
- 《小說家族》 - 為逝去的

### 電視劇（廉政公署）
- 1981年：廉政先鋒（第一輯）：山窮水盡 飾 方志高
- 1985年：廉政先鋒（第二輯） 飾 William黃

### 電台廣播劇（商業電台）
- 香港風情話－第一集（1988）

### 綜藝節目（無線電視）
- 1979年：12週年台慶配音組演出：《配音頌》

### 綜藝節目（亞洲電視）
- 1989年：《今夜不設防》第2輯第6集

## 配音作品

### 動畫
| 首播年份 | 作品名稱 | 配演角色         | 備註 |
| -------- | -------- | ---------------- | ---- |
| 1973     | 足球小將 | 阿真〔玉井真吾〕 |      |

### 特攝片
| 首播年份 | 作品名稱   | 配演角色                 | 角色演員 | 備註 |
| -------- | ---------- | ------------------------ | -------- | ---- |
| 1973     | 超人歷險記 | 鄉英基〔鄉秀樹〕（超人） | 團次郎   |      |

### 日劇
| 首播年份 | 作品名稱   | 配演角色           | 角色演員        | 備註                                   |
| -------- | ---------- | ------------------ | --------------- | -------------------------------------- |
| 1972     | 血影神劍   | 幻之介             | 天知茂          |                                        |
| 1972     | 柔道龍虎榜 | 津久井讓 源三郎    | 山口崇 大橋一元 |                                        |
| 1973     | 龍虎群英   | 黑木鐵也           | 丹波哲郎        | 劇集《キイハンター》第二輯，集數不明。 |
| 1973     | 鬼醫       | 慈木留公彦         | 丹波哲郎        |                                        |
| 1974     | 望子成龍   | 新哥〔生島新次郎〕 | 杉浦直樹        |                                        |
| 1976     | 猛龍特警隊 | 葉黑木〔黑木哲也〕 | 丹波哲郎        |                                        |

### 台劇
| 播映年份 | 作品名稱   | 配演角色 | 角色演員 | 備註                     |
| -------- | ---------- | -------- | -------- | ------------------------ |
| 1977     | 良友金玉盟 | 皇上     |          | 1975年台灣劇集《金玉盟》 |

### 歐美劇
| 首播年份 | 作品名稱   | 配演角色           | 角色演員         | 備註 |
| -------- | ---------- | ------------------ | ---------------- | ---- |
| 1969     | 玄機妙算   | 包伯克             | Tony Franciosa   |      |
| 1970     | 無敵鐵探長 | 艾朗西             | Raymond Burr     | 前期 |
| 1973     | 秘境逃龍   | 阿祖〔Number Six〕 | Patrick McGoohan |      |
| 1974     | 鐵胆雄風   | 岳嘉士             | 畢·雷諾仕        |      |
| 1976     | 神風特警隊 | 夏理信             | Steve Forrest    |      |
| 1976     | 罪惡剋星   | 董米高             | Karl Malden      |      |
| 1977     | 良友雙龍   | 麥法蘭             |                  |      |

## 廣告作品
- 珠江月餅

## 獎項
- 1977年：華僑晚報十大明星選舉「十大電視明星」[7]
- 1978年：華僑晚報十大明星選舉「十大電視明星」[8][9]

## 外部連結
- 朱江在香港影庫上的簡介